# Sąd Apelacyjny w Krakowie
Sąd Apelacyjny w Krakowie – jeden z jedenastu i jednocześnie najstarszy sąd apelacyjny w Polsce, powołany w 1856 roku.

## Status prawny
Sąd apelacyjny jest państwową jednostką organizacyjną nieposiadającą osobowości prawnej. Wszystko zaczęło się od uchwalonej przez Sejm w 1990 roku Ustawy z dnia 13 lipca o powołaniu sądów apelacyjnych oraz o zmianie ustawy – Prawo o ustroju sądów powszechnych, Kodeks postępowania cywilnego, Kodeks postępowania karnego, o Sądzie Najwyższym, o Naczelnym Sądzie Administracyjnym i o Krajowej Radzie Sądownictwa (Dz.U. z 1990 r. nr 53, poz. 306), której art. 1 ust. 1 brzmi: „Powołuje się sądy apelacyjne jako sądy powszechne”. 
Obszar właściwości:
- Sąd Okręgowy w Krakowie
- Sąd Okręgowy w Tarnowie
- Sąd Okręgowy w Nowym Sączu
- Sąd Okręgowy w Kielcach

## Struktury organizacyjne
Sądy apelacyjne funkcjonują w strukturach sądów powszechnych, które rozstrzygają w drugiej instancji środki odwoławcze od orzeczeń okręgowych sądów, które wydawane są w pierwszej instancji. 
Dotyczy to spraw z zakresu: 
- prawa cywilnego – również gospodarczego, rodzinnego i opiekuńczego przez Wydział I Cywilny,
- prawa karnego – przez Wydział II Karny,
- prawa pracy i ubezpieczeń społecznych – przez Wydział III Pracy i Ubezpieczeń Społecznych,
- sprawowanie nadzoru nad działaniem administracyjnym powszechnych sądów, działalnością notariuszy i organów notarialnego samorządu, działalnością komorników.

W Sądzie Apelacyjnym w Rzeszowie utworzono następujący wydziały:
- Wydział I Cywilny.
- Wydział II Karny.
- Wydział III Pracy i Ubezpieczeń Społecznych.
- Wydział IV Wizytacji.

## Historia
W 1815 roku w Wolnym Mieście Krakowie powołano Sąd Apelacyjny. W 1854 roku w Krakowie utworzono Wyższy Sąd Krajowy dla Zachodniej Galicji, któremu podlegały sądy obwodowe w: Jaśle, Nowym Sączu, Rzeszowie, Tarnowie, Wadowicach. Prezesami sądu byli: Paul Sonntag (1856–1863), Emanuel Heinrich Komers-Lindenbach (1864–1865), Theodor Christiani-Kronwald (1866–1867), Wiktor Kopff (1868–1871), Wacław Budwiński (1872–1879), Fryderyk Dargun (1880–1886), Ignacy Zborowski (1887–1898), Maciej Czyszczan (1899–1904), Witold Hausner (od 1905).
1 stycznia 1919 roku sądownictwo w Galicji zostało przejęte przez Polskę. W 1919 roku zmieniono nazwę sądu na Sąd Apelacyjny w Krakowie, któremu podlegały sądy okręgowe w: Jaśle, Krakowie, Nowym Sączu, Rzeszowie, Tarnowie, Wadowicach i od 1934 roku w Kielcach. 
Prezesami Sądu Apelacyjnego byli: 
- Władysław Wolter (do 1928),
- Adam Strawiński (od 1928),
- Franciszek Parylewicz (od 1932),
- Kazimierz Rudnicki (od 1936),
- Bronisław Sawicki (od 1936)[5].

Podczas II wojny światowej Sąd Apelacyjny działał pod kontrolą władz niemieckich, a prezesem był Karol Gniewosz. W 1944 roku ustanowiono tymczasową siedzibę dla Sądu Apelacyjnego w Krakowie-Rzeszowie. W marcu 1945 roku przywrócono siedzibę sądu w Krakowie. Prezesami sądu byli: Karol Gniewosz, Kazimierz Rudnicki (1946–1950). 1 stycznia 1951 roku Sąd Apelacyjny został przekształcony w Sąd Wojewódzki w Krakowie.
1 października 1990 roku powołano Sad Apelacyjny w Krakowie. Od 1990 Sąd Apelacyjny w Krakowie wydaje biuletyn „Krakowskie Zeszyty Sądowe”.
Prezesi Sądu Apelacyjnego:
- 1990–1996. Elżbieta Sadzik.
- 1996–2000. Zbigniew luberda.
- 2000–2006. Włodzimierz Baran.
- 2006–2012. Andrzej Struzik.
- 2012–2016. Krzysztof Sobierajski.
- 2023–2024. Zygmunt Drożdżejko[9]

## Znani sędziowie
- Wołodymyr Horbowyj
- Jan Sehn
- Andrzej Seremet
- Włodzimierz Olszewski
- Bogusław Gawlik
- Barbara de Ankerburg-Wagner
- Andrzej Ryński
- Henryk Mostowski
- Józef Krzepela
- Michał Patkaniowski
- Stefan Grzybowski